# Johannes Walter Sluse
Johannes Walter Sluse (ur. 14 stycznia 1628 w Visé albo Liège, zm. 16 albo 17 lipca 1687 w Rzymie) – flamandzki kardynał.

## Życiorys
Urodził się 14 stycznia 1628 roku w Visé albo Liège (jego bratem był matematyk René-François de Sluse). W młodości został referendarzem Trybunału Obojga Sygnatur, a następnie sekretarzem Brewe Apostolskich. 2 września 1686 roku został kreowany kardynałem diakonem i otrzymał diakonię Santa Maria della Scala. Zmarł 16 albo 17 lipca 1687 roku w Rzymie.